# Larry Peerce
Larry Peerce (New York, 19 aprile 1930) è un regista statunitense.
I suoi lavori includono lo spettacolo teatrale Goodbye, Columbus, uno dei primi film musicali rock (The Big T.N.T. Show) ed il film One Potato, Two Potato (1964), la prima pellicola statunitense che rappresentasse la relazione interrazziale tra un uomo di colore ed una donna bianca.

## Biografia
Nato nel Bronx, figlio del tenore Jan Peerce e della talent scout Alice Peerce, Larry studia all'Università della Carolina del Nord. Il suo esordio alla regia avviene con One Potato, Two Potato, distribuito nel 1964 da Cinema V. La trama, allora pionieristica, racconta della drammatica relazione interrazziale tra una divorziata bianca (interpretata da Barbara Barrie, che per questo ruolo vinse il premio per migliore attrice al Festival di Cannes nel 1964) e un impiegato di colore (Bernie Hamilton).
Tra gli altri lavori, Peerce dirige in seguito diversi episodi del telefilm western Branded e della serie televisiva di supereroi Batman, prima di cimentarsi alla regia del film musicale rock The Big T.N.T. Show, uscito nel 1966 per l'American International Pictures, con interpreti quali The Byrds, Ray Charles, Bo Diddley, Donovan, The Lovin' Spoonful, The Ronettes ed Ike & Tina Turner Revue.
Dopo molta altra televisione, Peerce ritorna al cinema nel 1967 con The Mystery of the Chinese Junk e col thriller New York: ore tre - L'ora dei vigliacchi, che offre agli attori Martin Sheen e Tony Musante uno dei loro primi ruoli cinematografici. Dirige l'acclamato La ragazza di Tony (1969), un adattamento dell'omonimo romanzo di Philip Roth. La pellicola frutta a Peerce la nomination per il DGA Award ed allo sceneggiatore Arnold Schulman la nomination all'Oscar per la miglior seneggiatura non originale.
Le successive regie cinematografiche di Peerce includono The Sporting Club (1971), A Separate Peace, Mercoledì delle ceneri (1973) e Una finestra sul cielo (1975): il cinema gli dà però riscontri meno favorevoli sia da parte dei critici che dal punto di vista commerciale. Dirige un film per la TV, The Stranger Who Looks Like Me (1974), nonché diversi episodi della serie televisiva per bambini The Ghost Busters, meglio nota come The Original Ghostbusters; dopo altre regie a teatro, che non gli danno grande successo, diventa direttore di miniserie televisive, tra le quali Queenie (ABC, 1987), The Neon Empire (Showtime, 1988), Wired (1989) sulla vita di John Belushi, la biografia di Jacqueline Kennedy A Woman Named Jackie (NBC, 1991) e John Jakes' Heaven & Hell: North & South, Book III (ABC, 1994). Dirige inoltre parecchi film per la televisione, l'ultimo dei quali è Second Honeymoon (2001), con Roma Downey and Tim Matheson.
Ha anche curato la regia di un episodio della serie CBS degli anni sessanta The Wild Wild West col nome di Lawrence Peerce.
Peerce è stato sposato con Marilyn Hassett, che ha recitato in molti film da lui diretti dalla metà fino alla fine degli anni settanta.

## Filmografia
- One Potato, Two Potato (1964)
- The Big TNT Show (1966)
- The Mystery of the Chinese Junk (1967) (film per la TV)
- New York: ore tre - L'ora dei vigliacchi (the Incident), (1967)
- La ragazza di Tony (Goodbye, Columbus) (1969)
- The Sporting Club (1971)
- Una pace individuale (A Separate Peace) (1972)
- Mercoledì delle ceneri (Ash Wednesday) (1973)
- Una finestra sul cielo (The Other Side of the Mountain) (1975)
- Panico nello stadio (Two-Minute Warning) (1976)
- The Other Side of the Mountain Part 2 (1978)
- The Bell Jar (1979)
- Why Would I Lie? (1980)
- Love Child (1982)
- Hard to Hold (1984)
- Queenie (1987) TV Movie
- Wired (1989)